# Велика царица
Велика царица (староегипатски: ḥmt nswt wrt), је титула коју је носила главна жена фараона у старом Египту, и која је обављала више званичних функција.

## Опис
Иако су бракови старих Египћана били моногами, мушки фараон имао би и друге, мање важне жене и конкубине поред Велике царице. Овакво уређење је омогућавало фараону да ступа у дипломатске бракове са савезничким принцезама, као што је био обичај старих владара. 
У прошлости се сматрало да редослед наследства у старом Египту полази од краљеве жене. Ова теорија, која се назива Теорија наслеђивања, била је одбачена током студија о краљевству 18. династије из 1980-их година. Престо је наслеђивао вероватно најстарији син фараона.
Мајка наследника није увек била Велика царица, али када је фараон крунисан, могуће да је његова мајка добијала титулу Велика царица, заједно са другим титулама. На пример, као што је: Изис, мајка фараона Тутмоса III, Тија, мајка фараона Тутмоса IV и Мутемвија, мајка фараона Аменхотеп III.
Meretseger, главна жена Сесостриса III, можда је прва краљица чије се име помиње са овом титулом, она је била прва супруга фараона чије је име написано на картушу. Међутим, он се среће само у периоду Новог краљевства тако да титула може бити анахронизам. Можда је први носилац ове титуле била Нубхес у Другом прелазном периоду.
Посебно место у историји Великих царица заузима Хатшепсут. Она је била Велика царица као жена свог полубрата Тутмоса II. У том времену ХАтшепсут постаје Супруга бога Амуна (врховна свештеница у Амуновом храму у Карнаку). После смрти свог супруга, она постаје регент зато што је њен пасторак био малолетан, он је био једини мушки наследник (чија је мајка била Изис), а касније је постао фараон Тутмос III. Иако су остале жене пре ње владале Египтом, Хатшепсут је била прва жена која је носила титулу фараона јер је то био нови израз за владаре, а није био коришћен пре осамнаесте династије. Када је постала фараон, прогласила је своју ћерку Неферуре, као Супругу бога Амуна да обавља дужности свештенице. Њена кћерка могуће да је била Велика царица као супруга фараона Тутмоса III, али нема јасних доказа за постојање овог брака.
На другим местима, у краљевини Куш и другим већим државама у старој Африци, владари су често структурирали своје породице нагоре описани начин.